# 반곡동도서관
반곡동도서관은 세종특별자치시에 있는 시립 도서관이다.

## 연혁
- 2021년 12월 : 도담동 도서관 개관

## 시설 안내
- 지하1층 : 지하주차장, 기계실, 전기실
- 6층 : 종합자료실, 디지털자료실, 일반열람실, 어린이자료실, 유아자료실